# Nyanzapitecins
Els nyanzapitecins (Nyanzapithecinae) foren una subfamília de primats ja extinta. Només s'hi ha inclòs quatre gèneres fòssils: Nyanzapithecus, Mabokopithecus, Rangwapithecus i Turkanapithecus. El grup fou establert per Harrison el 2002.